# Ging Gang Goolie
"Ging Gang Gooli(-e)" vagy "Ging Gang Goo" (röviden “Ging Gang”) egy halandzsa nyelven íródott cserkész dal amely széles körben elterjedt a világ cserkészei és leánycserkészei között.

## Eredete
Az 1920-ban megrendezésre került 1. Cserkész Világdzsemborira Robert Baden-Powell elhatározta, hogy szükség van egy értelmetlen jelentésű dalra, amit mindenkinek ugyanolyan nehéz megtanulnia. A dallamot Mozart 1. szimfóniájából kölcsönözte, amihez aztán a szöveget írták. A dal azonnal óriási siker lett a cserkészek és a vezetők között, ami mind a mai napig tart.

## A dal szövege
Ging Gang Gooli, Gooli, Gooli, Gooli Watcha
Ging Gang Goo, Ging Gang Goo.
Ging Gang Gooli, Gooli, Gooli, Gooli Watcha
Ging Gang Goo, Ging Gang Goo.
Hayla, Hayla Shayla, Heyla Shayla Halya Ho-o-o!
Hayla, Hayla Shayla, Heyla Shayla Halya Ho-o-o!
Shallawally Shallawlly Shallawally Shallawally.
Oompha Oompah Oompah Oompah!

## Fordítás
- Ez a szócikk részben vagy egészben az Ging Gang Goolie című angol Wikipédia-szócikk fordításán alapul.  Az eredeti cikk szerkesztőit annak laptörténete sorolja fel. Ez a jelzés csupán a megfogalmazás eredetét és a szerzői jogokat jelzi, nem szolgál a cikkben szereplő információk forrásmegjelöléseként.

## Külső hivatkozások
- A dal szövegének egy változata (angol nyelven)
- YouTube videó